# Distretto di Aïn El Berd
Il distretto di Aïn El Berd è un distretto della provincia di Sidi Bel Abbes, in Algeria.

## Comuni
Il distretto di Aïn El Berd comprende 4 comuni:
- Aïn El Berd
- Makedra
- Sidi Brahim
- Sidi Hamadouche

| Controllo di autorità | VIAF (EN) 303605083 |